# Чень Іфей
Чень Іфей (陈逸飞, 12 квітня 1946 —10 квітня 2005) — китайський художник, дизайнер, режисер часів КНР.

## Життєпис

### Молоді роки
Народився у 1946 році на околицях м.Нінбо у родині інженера-хіміка Чень Генлая. Через півроку разом із родиною перебирається до Шанхаю, де батько влаштувався працювати на Другий металургійний завод. Батько Іфея був справжнім ідеалістом і романтиком. Він займався дослідницькою діяльністю, багато часу проводив у лабораторії і вважав, що служачи науці, він служить всьому людству. Подібні ідеї він вкладав у голову свого сина. Подібна атмосфера в сім'ї справила величезний вплив на формування особистості майбутнього митця. Чень Іфей отримав домашню освіту. У 1957 році поступив до середньої школи.

### Мистецька кар'єра
У 1960 році Чень Іфей вирішив пов'язати своє життя з мистецтвом. Він подав документи до художнього училище Шанхаю, що не викликало особливого ентузіазму у його батька. Однак обійшовши 9 конкурентів, він опинився в сотні першокурсників, що змусило батька переглянути свої погляди і повірити в талант сина. 1963 році Чень Юфей закінчив художнє училище. А через два роки він почав працювати в художній майстерні.
У 1966 році, під час Культурної революції, родина Чень Іфея сильно постраждала — Чень Генлая було оголошено ворогом та звільнено. Так сім'я втратила джерела доходу. Але навіть в таких умовах Чень Іфей продовжив малювати: дні проводив у гуртожитку художнього училища, вночі повертався додому. У 1969 році його роботи починають помічати у вищому керівництві країни. У 1972 році, наприкінці Культурної революції, проходить 1-а Всекитайська художня виставка, де його картина «Гімн Хуанхе» стає справжньою сенсацією. Того ж року Чень Іфей одружується.
З 1973 року Чень Іфей починає працювати на замовлення кіностудій — перш за все створює афіши та фільмів. Того ж року помирає його батько. У 1978 році знаймоиться з шедеврами представників Барбізонської школи під час виставки у Шанхаї французьких художників XIX ст.
У 1980 році Чень Іфей приступає до реалізації своєї мрії і їде вчитися до Нью-Йорку. Перший час йому доводилося жити на 38 доларів. Через рік вдалося отримати стипендію. А через два роки його картини роботи привернули загальну увагу і були виставлені в музеї коледжу Сміта (штат Массачусетс) і у центральній галереї Бостона. Після він відправляється в подорож по Європі. А після повертається в Нью-Йорк, де практично поселяється в майстерні і створює серію робіт по враженнях від європейського подорожі.
У 1983 році Чень Іфей підписує контракт з однією з найбільших галерей США — Hammer Gallery. Таким чином, стає ясно, що його картини цікаві та американським цінителям мистецтва. У 1984 році він закінчує Шанхайський університет і отримує ступінь бакалавра. 1985 року запрошення від Колумбійського наукового музею м. Вашингтона. Співпраця з Колумбійським науковим музеєм буде тривати протягом декількох років. З 1983 по 1990 рік там було організовано 6 персональним виставок Чень Іфея. Отримавши популярність на Заході, Чень Іфей звернувся знову до Сходу. У 1989 році в столиці Японії, Токіо, відбувається його перша персональна виставка, через рік — друга.
В цей же час художник здійснив мандрівку північним Тибетом і південною частиною провінції Ганьсу. У результаті народилася ціла серія картин, присвячена малим народностям, що проживають на території КНР.
З початку 90-х років в житті і творчості Чень Іфея починається новий етап. Майстерність його досягло певної висоти, він визнаний не тільки на батьківщині, в Китаї, але і у всьому світі. Постійно в різних частинах світу проводяться його персональні виставки. Він стає бажаним гостем галерей і художніх академій у багатьох країнах. Життя його проходить в перельотах між США та КНР. Тепер його інтереси виходять за рамки пензля і полотна. Свій талант Чень Іфей намагається реалізовувати в різних сферах — знімає кінофільми (1983 рік — Стара мрія на морі: Особисті спогади про Чень Іфея", 1995 рік — «Дата в сутінках»), створює бренди одягу («Лайефе»)), відкриває модельне агентство, пише книги. Помер під час зьйомок фільму «Перукар».

## Творчість
Картини початкового періоду відрізняються соціалістичної тематикою. У 1972 році Чень Іфей стає відомим завдяки картині «Гімн Хуанхе». Навіть зараз, коли революційна тематика не може визначити успіх картини, важко не визнати, що це дійсно талановито і вельми ново для китайського мистецтва. Вона визначило новий напрямок — героїчне. У 1976 році він пише одну з відомих картин того часу — «Взяття президентського палацу». В даний час картина знаходиться в Музеї Армії в Пекіні.
Після повалення «Банди чотирьох» у Китаї з'являється новий напрям в літературі — «Література переоцінки» або «Література шрамів». Китайська інтелігенція зробила спробу переосмислення історичних подій останніх десятиліть: війни, утворення КНР, Великого стрибка, Культурної революції. Далі ця «хвиля переосмислення» накрила й інші сфери мистецтва, зокрема живопис. І картини Чень Іфея стала символом «Руху переоцінки» — у 1979 році він пише ще одну знаменну картину в сучасній китайській історії — «Думаючи про історії з мого космосу». На картині Чень Іфей зобразив молоду людину, себе, в оточенні кадрів з історії Китаю 50-60 років XX ст., чому художник став свідком і учасником.
У 1985 році картина «Міст» була обрана ООН для використання на конверті першого дня, присвяченого картинам із зображенням «Венецій» — міст і сіл на воді. У 1990 році пише ще одну значущу картину «Траурна пісня в районі Сюньян» (Сюньян є частиною провінції Цзянсі).
Свої пошуки у мистецтві Чень Іфей відобразив в автобіографії (по якій згодом зняв фільм) та статті «Про героїчне та романтичне».

## Найдорожчі картини
- «Траурна пісня в районі Сюньян» продана у 1999 році за 2,97 млн юанів
- «Гірський вітер» продана у 1994 році за 2,86 млн юанів
- «Красуні» продана у 1997 році за 2,31 млн юанів
- «Весна в Південному Китаї» продана у 1997 році за 2,31 млн юанів
- «Весна в Південному Китаї» була створена і продана у 2004 році за 2,2 млн юанів
- «Про любов» була продана у 1996 за 1,98 млн юанів
- «Набережна Шанхая» створена і продана у 2004 році за 1,7 млн юанів